# Fata Assicurazioni
Fata Assicurazioni este o companie de asigurări agricole din Italia, membră a grupului Generali.
Compania este prezentă și în România, unde a avut afaceri de 16 milioane de euro în anul 2008.